# Sendcloud
Sendcloud is een Nederlandse start-up. Drie ondernemers, Rob van den Heuvel, Bas Smeulders en Sabi Tolou startten in 2012 de onderneming in Eindhoven.
Sendcloud is een Shipping Service Provider dat meerdere logistieke dienstverleners koppelt aan webwinkels, WMS- en ERP-systemen. De dienst wordt voornamelijk gebruikt door online retailers om het verzendproces te automatiseren en van meerdere verzendpartijen gebruik te maken. Het bedrijf verzorgt de verzendingen voor zo'n 30.000 webwinkels, waaronder Gelato, Fitwinkel, Rosefield, Shoeby en Subdued.
In negen jaar tijd heeft de organisatie US$ 200 miljoen aan investeringen opgehaald.

## Geschiedenis
De drie oprichters van Sendcloud runden een eigen webwinkel in smartphone-accessoires. Het verzendproces werd als inefficiënt ervaren en er waren nog geen oplossingen op de markt. Daarom ontwikkelden ze een eigen oplossing om het verzendproces voor webshops te optimaliseren. PostNL en DHL waren de eerste vervoerders die aan het platform werden gekoppeld. In 2014 deed Sendcloud mee aan het acceleratorprogramma van Startupbootcamp en haalde daarmee de eerste investering binnen om te kunnen groeien.
In 2014 werd de potentie van het bedrijf erkend en werd het uitgeroepen tot Rising Star van Deloitte. In 2015 volgde een investering van Sanoma Ventures. 2015 was tevens het jaar dat Sendcloud uitbreidde naar buurlanden België en Duitsland. 
In 2016 haalde Sendcloud de eerste serie-A-investering ter waarde van € 2 miljoen op, bij investeerders TiiN Capital en de Brabantse Ontwikkelingsmaatschappij (BOM). Ook werd een kantoor in München geopend. Met het geld wil het een Europees netwerk creëren van pakketpunten, postkantoren en pakketautomaten. 
In 2017 werd € 5 miljoen opgehaald bij investeerders HenQ en voormalige investeerders TiiN Capital en de BOM. Dit geld werd gebruikt voor internationalisatie. In dat jaar werd tevens een kantoor geopend in Parijs om de Franse markt te betreden. De organisatie telde op dat moment 50 medewerkers. Er werd in 2017 € 21,1 miljoen omzet behaald. Het bedrijf won dankzij de groei van de voorgaande vijf jaren de Deloitte Technology Fast 50 met een groeipercentage van 5463 procent.
In 2018 behaalde Sendcloud de derde plaats in de Deloitte Technology Fast 50 met een groeipercentage van 1928 procent. Op dat moment werkten er 75 medewerkers voor de organisatie.
Een jaar later, in 2019, volgde een nieuwe investering van een Spaanse investeerder genaamd Bonsai Partners. Deze investering werd gebruikt voor de toetreding van de Spaanse markt om Zuid-Europa te kunnen bedienen. In dat jaar behaalde Sendcloud plek 51 in de Financial Times Top 1000 van snelst groeiende bedrijven in Europa. Sendcloud behaalde een omzet van  44 miljoen in 2019, een stijging van 64% in vergelijking tot 2018.
In 2020 behaalde de onderneming opnieuw de Financial Times Top 1000, dit keer op plek 177. Het bedrijf ontving bovendien een investering van € 12,6 miljoen van AXA Ventures, Bonsai Partners en BOM om haar groei te versnellen. Het geld werd onder meer gebruikt voor de expansie naar het Verenigd Koninkrijk en Italië. In 2020 telde de organisatie 180 medewerkers 
In 2021 volgde opnieuw een investering, een Series C-investering ter waarde van € 150 miljoen. De investering werd geleid door SoftBank, met participatie van L Catterton en HPE Growth. Op basis van deze transactie schat Techcrunch de totale waarde van Sendcloud op zo'n € 750 miljoen. Deloitte beloonde het bedrijf vanwege de aanhoudende groei met de award voor Most Absolute Grower en Most Sustainable Grower.
In november 2022 werd bekend dat Sendcloud zo’n 10% van zijn medewerkers in Europa heeft ontslagen. Vijftig mensen zijn vertrokken omdat het bedrijf niet aan de groeiverwachtingen kan voldoen vanwege het sombere economische klimaat.
Vanaf 2023 zette Sendcloud opnieuw in op groei, onder meer door de overname van logistieke technologiebedrijven zoals Tracey, iSendu en Lox. Met deze strategische acquisities breidde het bedrijf zijn productenaanbod uit en verstevigde het zijn positie op de Europese markt voor verzendoplossingen.